# République des professeurs
La république des professeurs est le surnom donné par Albert Thibaudet au cartel des gauches, groupe politique hétéroclite qui gouverne pendant deux ans sous la Troisième République. Le terme est ensuite utilisé pour désigner l'élection des députés socialistes en 1981 à l'Assemblée nationale.

## Concept
Le terme de « république des professeurs » permet de désigner l'importance quantitative ou qualitative des membres du personnel politique issus de l'enseignement, qu'ils soient professeurs, enseignants ou instituteurs.

## Histoire

### Utilisations antérieures
L’expression de « république de professeurs » est utilisée dès le XIXe siècle pour désigner l'importance des professeurs dans la gouvernance de diverses institutions, comme le Muséum national d'histoire naturelle.

### Cartel des gauches (1924 - 1926)
Albert Thibaudet, dans La République des professeurs (1927), commente la victoire du cartel des gauches en 1924 et le profil sociologique de son personnel. Il remarque que le cartel est dominé par « trois têtes normaliennes » que sont Édouard Herriot, Paul Painlevé et Léon Blum. 8% des députés sont des anciens enseignants. Pour Thibaudet, ce triumvirat de normaliens renvoie à l'autre triade d'universitaires qui marqua la Monarchie de Juillet, composé de François Guizot, Abel François Villemain et Victor Cousin.

### Alternance de 1981
En 1977, Jacques Julliard écrit que « La République socialiste de Mitterrand risque d'être, si elle voit le jour, un précipité de la République des professeurs, chère à Thibaudet, et de l'énarchie [...] avec une assemblée où la proportion de députés-fonctionnaires risque d'être plus forte que du temps de Guizot ».
La sociologie électorale des députés élus en 1981 confirment une présence importante de normaliens et d'enseignants au sein du groupe socialiste. 17% des élus socialistes en 1981 sont professeurs du secondaire, 12% sont professeurs du supérieur, et 14% sont instituteurs. Entre 1981 et 1984 (du premier gouvernement Mauroy au gouvernement Fabius), 19,4% des ministres sont enseignants du supérieur, 7,5% enseignants du secondaire, et 10,4% enseignent d'autres professions intellectuelles ; soit 37,3% des ministres, contre 16,3% en moyenne entre 1959 et 1981.

## Critiques et limites
L'historien Gilles Le Béguec critique le concept en écrivant qu'« il paraît abusif de parler [...] d'une République des ingénieurs ou même d'une République des professeurs [...] Il n'y a pas de République des professeurs comme il y a une République des avocats, c'est-à-dire un ensemble cohérent de réseaux et de filières en prise permanente sur l'univers électoral et parlementaire ».
Jean Ferniot considère que la notion peut être élargie pour désigner non seulement l'importance du personnel politique issu du monde de l'enseignement, mais aussi et surtout le partage de la culture humaniste par une partie de l'élite politique. Il écrit ainsi que si une figure du cartel des gauches comme Georges Mandel n'avait pas fait d'études, « il baignait, comme tout ce qui constituait l'élite de la nation, dans un climat de culture classique, littéraire [...] L’encensoir n'était balancé d'une main ferme que devant les sommités des Lettres et du Droit : les langues (mortes), grec et latin, la philosophie, l'histoire, la littérature, ce qu'on rassemblait sous le vocable d'humanités était le picotin dont se nourrissait le personnel politique ».